# Bavariateich
Der Bavariateich ist ein kleines Stillgewässer am Südrand von Offenbach-Bieber in Hessen. Er liegt in der Gabelung der Rodgaubahn zwischen den Ästen nach Heusenstamm und Obertshausen auf dem Gelände des Kleintierzuchtvereins „Bavaria“ 1906, Waldhofstraße 900. Der Teich ist 90 m lang und 40 m breit, seine Oberfläche beträgt 0,34 ha.